# Wapen van Veldhoven en Meerveldhoven

Wapen van Veldhoven en Meerveldhoven

Het wapen van Veldhoven en Meerveldhoven werd op 14 oktober 1818 verleend door de Hoge Raad van Adel aan de Noord-Brabantse gemeente Veldhoven en Meerveldhoven. Per 1 mei 1921 ging Veldhoven en Meerveldhoven op in de nieuwe gemeente Veldhoven. Het gemeentewapen kwam daardoor te vervallen. Wel werd in het wapen van Veldhoven dezelfde heilige afgebeeld, maar met een ander, maar meer gebruikelijke relikwie: een portatief.

## Blazoenering
De blazoenering van het wapen luidde als volgt:
Van lazuur, waarop het beeld van de Heilige Cecilia van goud.
De heraldische kleuren zijn lazuur (blauw) en goud (goud of geel). Dit zijn de rijkskleuren. Niet vermeld wordt dat de heilige in haar rechterhand een kruisje omhoog houdt en in haar linkerhand een rozenkrans.

## Verklaring
De heilige Cecilia is de parochieheilige van de gemeente Veldhoven en Meerveldhoven. De schepenbank van Zeelst en Veldhoven, later Zeelst, Veldhoven en Blaarthem, kende geen schependomszegel. Openbare akten werden toen bezegeld met persoonlijke zegels van de schepenen. Wel kende Veldhoven een "dorps- en gemeentezegel, waarop een wapen te zien is met in het schildhoofd twee rozen. het schild is gedekt met een helm, helmkleden en vlucht als helmteken. Dit zou het persoonlijke wapen geweest zijn van een zekere Van Bausel, waarschijnlijk een 17e-eeuwse schout.

## Verwante wapens

Wapen van Veldhoven

Aalburg
· Aalst
· Aarle-Rixtel
· Alem 
· Alem, Maren en Kessel
· Almkerk
· Alphen en Riel
· Andel
· Baardwijk
· Bakel en Milheeze
· Beek en Donk
· Beers
· Berghem
· Berkel-Enschot
· Berlicum
· Besoyen
· Beugen en Rijkevoort
· Bladel en Netersel
· Bokhoven
· Borkel en Schaft
· Boxmeer
· Budel
· Capelle
· Chaam
· Cromvoirt
· Cuijk
· Cuijk en Sint Agatha
· De Werken en Sleeuwijk
· Den Dungen
· Deurne en Liessel
· Dieden, Demen en Langel
· Diessen
· Dinteloord (en Prinsenland)
· Dinther
· Dommelen
· Drongelen, Haagoort, Gansoijen en Doeveren
· Drunen
· Duizel en Steensel
· Dussen
· Eersel
· Eethen
· Emmikhoven en Waardhuizen
· Empel en Meerwijk
· Engelen
· Erp
· Esch
· Escharen
· Fijnaart en Heijningen
· Gassel
· Geffen
· Geldrop
· Gemert
· Genderen
· Gestel en Blaarthem
· Giessen
· Ginneken en Bavel
· Grave
· 's Gravenmoer
· Haaren 
· Halsteren
· Haps
· Haren en Macharen
· Hedikhuizen
· Heesch
· Heeswijk
· Heeswijk-Dinther
· Heeze
· Helvoirt
· Herpt
· Hoeven
· Hooge en Lage Mierde
· Hooge en Lage Zwaluwe
· Hoogeloon, Hapert en Casteren
· Huijbergen
· Kessel
· Klundert
· Landerd
· Leende
· Liempde
· Lierop
· Lieshout
· Linden
· Lith
· Luyksgestel
· Maarheeze
· Maasdonk
· Maashees en Overloon
· Made en Drimmelen
· Maren
· Meeuwen
· Megen, Haren en Macharen
· Mierlo
· Mill en Sint Hubert
· Moergestel
· Nederwetten en Eckart
· Nieuw-Ginneken
· Nieuw-Vossemeer
· Nieuwkuijk
· Nistelrode
· Nuenen en Gerwen
· Nuland
· Oeffelt
· Oerle
· Oijen en Teeffelen
· Oost-, West- en Middelbeers
· Oploo, Sint Anthonis en Ledeacker
· Ossendrecht
· Oud en Nieuw Gastel
· Oudenbosch
· Oudheusden
· Princenhage
· Prinsenbeek
· Putte
· Raamsdonk
· Ravenstein
· Reek
· Reusel
· Riethoven
· Rijsbergen
· Rijswijk
· Roosendaal en Nispen
· Rosmalen
· Sambeek
· Schaijk
· Schijndel
· Sint Anthonis
· Sint-Michielsgestel
· Sint-Oedenrode
· Soerendonk, Sterksel en Gastel
· Sprang
· Sprang-Capelle
· Standdaarbuiten
· Stiphout
· Stratum
· Strijp
· Terheijden
· Teteringen
· Tongelre
· Uden
· Udenhout
· Veen
· Veghel
· Veldhoven en Meerveldhoven
· Velp
· Vessem, Wintelre en Knegsel
· Vierlingsbeek
· Vlierden
· Vlijmen
· Vrijhoeve-Capelle
· Wanroij
· Waspik
· Werkendam
· Westerhoven
· Wijk en Aalburg
· Willemstad
· Woensel (en Eckart)
· Woudrichem
· Wouw
· Zeeland
· Zesgehuchten
· Zevenbergen